# شاخص بالتیک

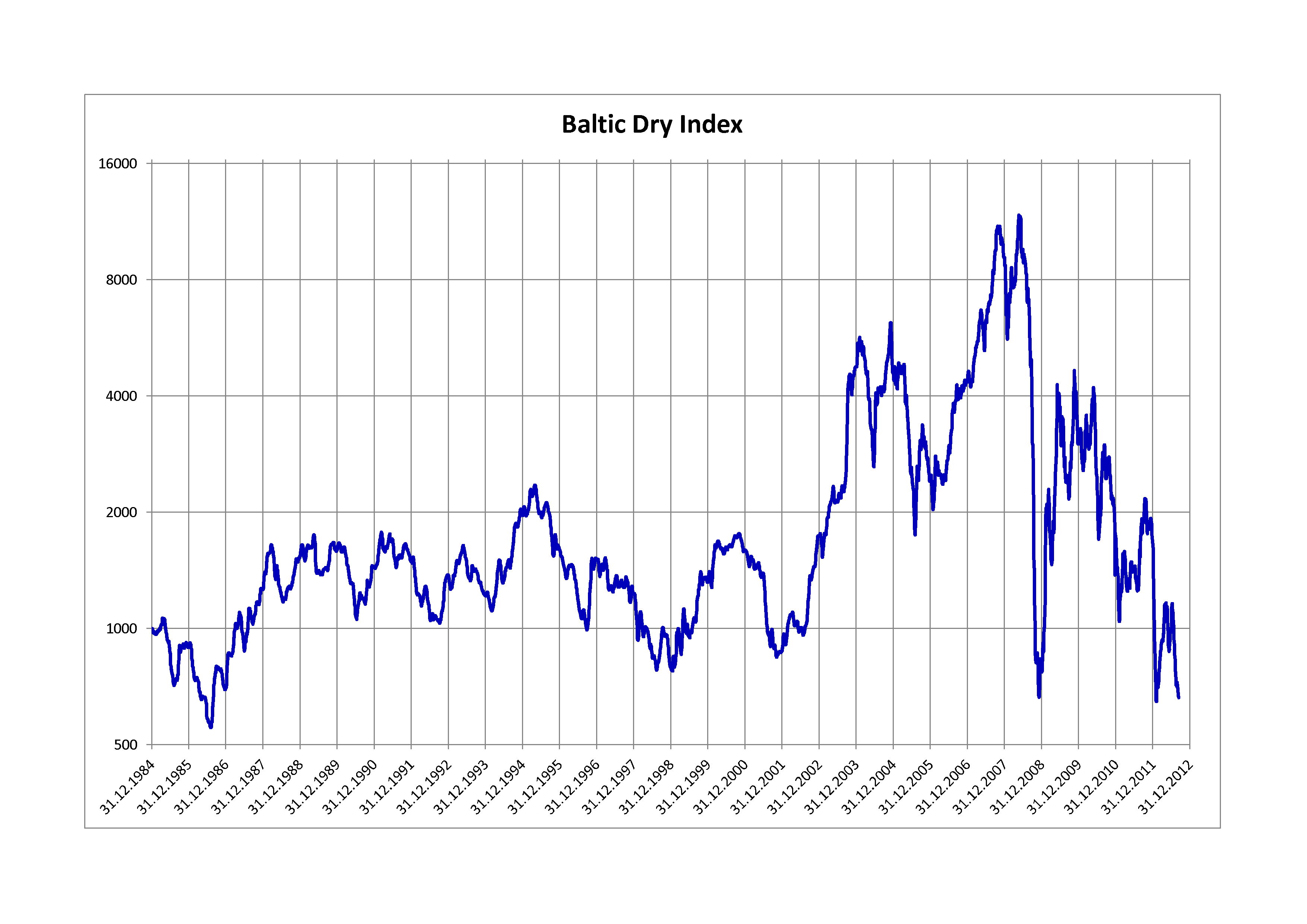
شاخص بالتیک از ژانویه ۱۹۸۵ تا سپتامبر ۲۰۱۲

شاخص بالتیک (به انگلیسی: Baltic Dry Index و به اختصار: BDI) نرخ انتقال محموله‌های فله خشک (عمدتاً مواد خام صنعتی) به وسیله کشتی‌های باربری را نشان می‌دهد. به عبارت دیگر، میزان تقاضای ظرفیت حمل و نقل به وسیله کشتی را در مقابل عرضه کشتی‌های باربری محموله‌های خشک اندازه‌گیری می‌کند.